# Wasserflugzeug

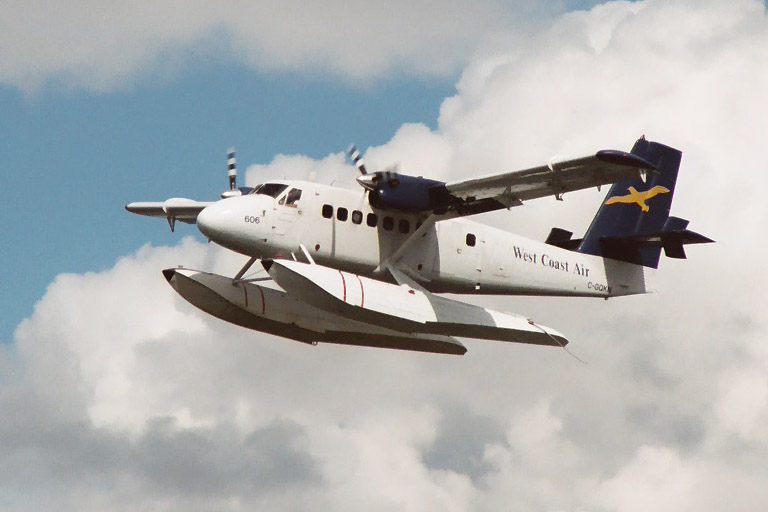
De Havilland Canada DHC-6 Twin Otter

Wasserflugzeug ist der Sammelbegriff für Flugzeuge, die konstruktiv so beschaffen sind, dass sie auf Gewässerflächen starten und landen können. Man unterscheidet generell zwischen Schwimmerflugzeugen und Flugbooten. Wenn ein Flugboot durch ein zusätzliches, einziehbares Radfahrwerk auch auf Flugplätzen an Land operieren kann, nennt man es Amphibienflugzeug. Auch für Wasserflugzeuge gelten die allgemeinen Flugregeln.

## Schwimmerflugzeuge

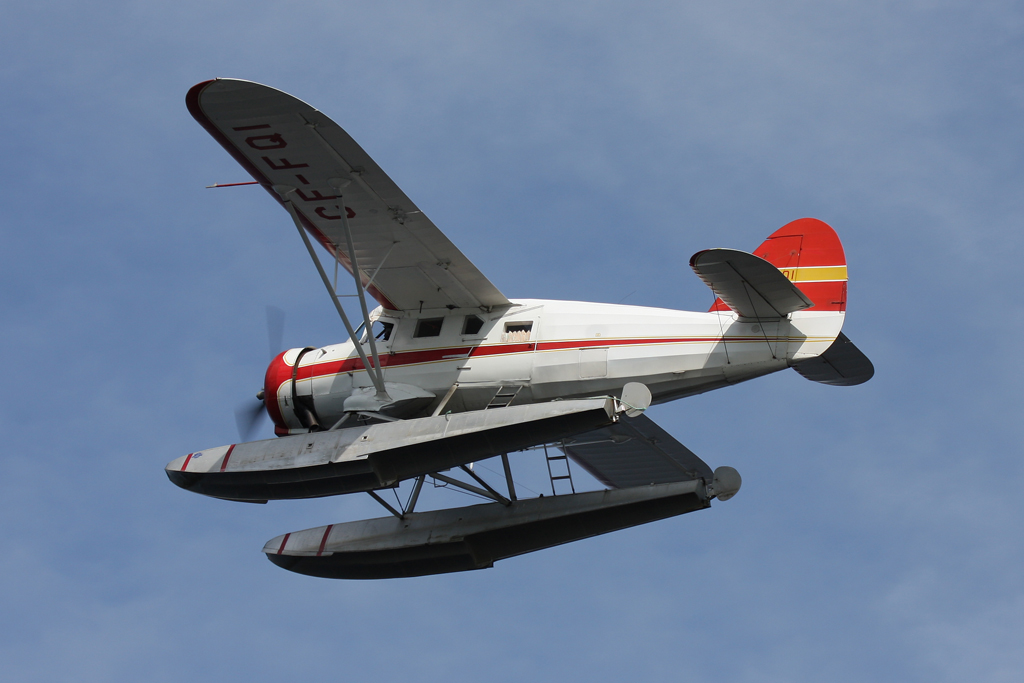
Mit Schwimmern ausgerüstetes Landflugzeug (Noorduyn C-64), an der Unterseite der Schwimmer ist die „Stufe“ erkennbar

Anstelle eines Radfahrwerkes hat ein Schwimmerflugzeug – in der Regel zwei – bootsförmige, schlanke Schwimmer (engl.: floats), die allseitig geschlossen sind und meist über verspannte Streben mit dem Flugzeugrumpf verbunden sind. Im Stillstand wirken sie durch ihre Verdrängung als Auftriebskörper, so dass das Flugzeug schwimmt. Die Schwimmer sind so gestaltet, dass sie beim Beschleunigen während des Startlaufes bald ins widerstandsarme Gleiten kommen. Das Flugzeug kann dann bald seine Startgeschwindigkeit erreichen und von der Wasseroberfläche abheben. Die sogenannte Stufe (engl.: float step) auf der Unterseite etwa knapp vor der halben Schwimmerlänge erleichtert den Übergang zum Gleiten durch eine gezielte Ablösung der Wasserströmung vom rückwärtigen Unterwasserteil des Schwimmers. Oft sind die Schwimmer am Heck mit hochklappbaren kleinen Wasser-Rudern ausgestattet, um beim Manövrieren auf dem Wasser (z. B. beim Anlegen oder der Fahrt zum Start) sicherer steuern zu können. Manche Typen, insbesondere leichte Flugzeuge, sind mit relativ geringem Aufwand von Schwimmer auf Radfahrwerk und umgekehrt umrüstbar.
Ähnlich – nur relativ höher gebaut – sind Wasserflugzeuge mit einem mittig unter dem Rumpf angebrachten Zentralschwimmer. Sie haben hohe Stabilität beim Wassern auf unruhiger See. Dieser Typ wurde aber selten, weil das Anlegen am Steg mit drei Schwimmern schwieriger ist als mit zwei Schwimmern des klassischen Schwimmerflugzeuges.
Anfangs gab es auch 3-Schwimmer-Typen mit einem Spornschwimmer am Heck oder einem Bugschwimmer. Diese hatten Nachteile durch einen höheren Luftwiderstand.

## Flugboote
Bei Flugbooten ist der untere Rumpfteil wie ein Bootsrumpf mit starker Kimm gestaltet. Zur Erhöhung der Stabilität auf dem Wasser haben Flugboote oft an den Tragflügelenden seitliche, manchmal auch einziehbare, Stützschwimmer oder Flossenstummel am Bootsrumpf. In Bezug auf aerodynamischen Widerstand und Seetüchtigkeit sind Flugboote den Schwimmerflugzeugen überlegen.

## Mischtypen

Dreiseitenriss der Blackburn B.20, die Elemente von Flugbooten und Schwimmerflugzeugen vereinte

Es existierten auch Mischtypen, die Elemente eines Flugboots und eines Schwimmerflugzeugs vereinten. Hierzu gehörte etwa die Blackburn B.20, die einen ausfahrbaren unteren Bootsrumpf aufwies, der bei Start und Landung wie ein Schwimmer wirkte, im Flug aber eingezogen die aerodynamischen Vorteile eines Flugboots aufwies. Mit ihrem überdimensionierten dicht unter dem Rumpf angebrachten zentralen Schwimmer vereinte die Short Scion Senior FB ebenfalls Elemente von Schwimmerflugzeugen und Flugbooten. Wasserflugzeuge mit besonderen konstruktiven Merkmalen waren z. B. die Piaggio P.7 mit Hydroflügeln und die Convair Sea Dart mit Skikufen. Diese Bauarten konnten sich aber nicht durchsetzen.

## Geschichte und Einsatz

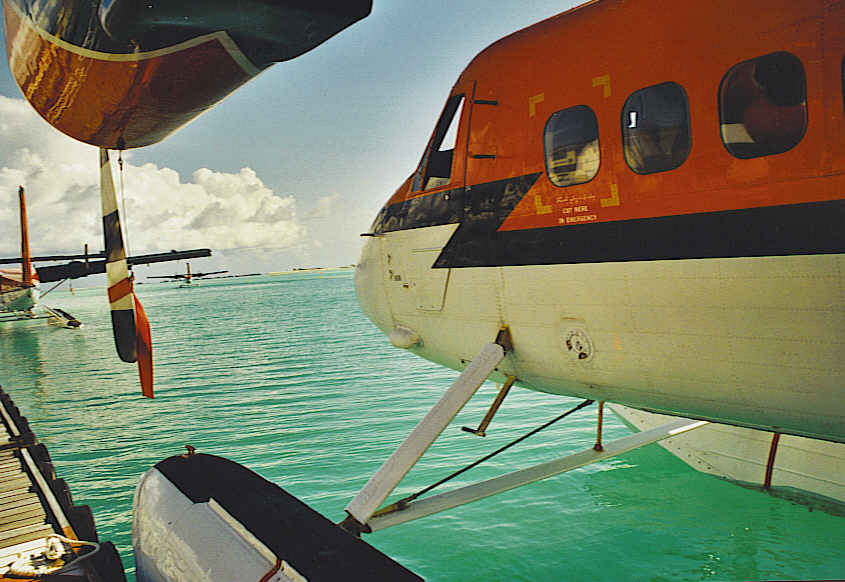
Schwimmerflugzeug am Hafen (Malediven)

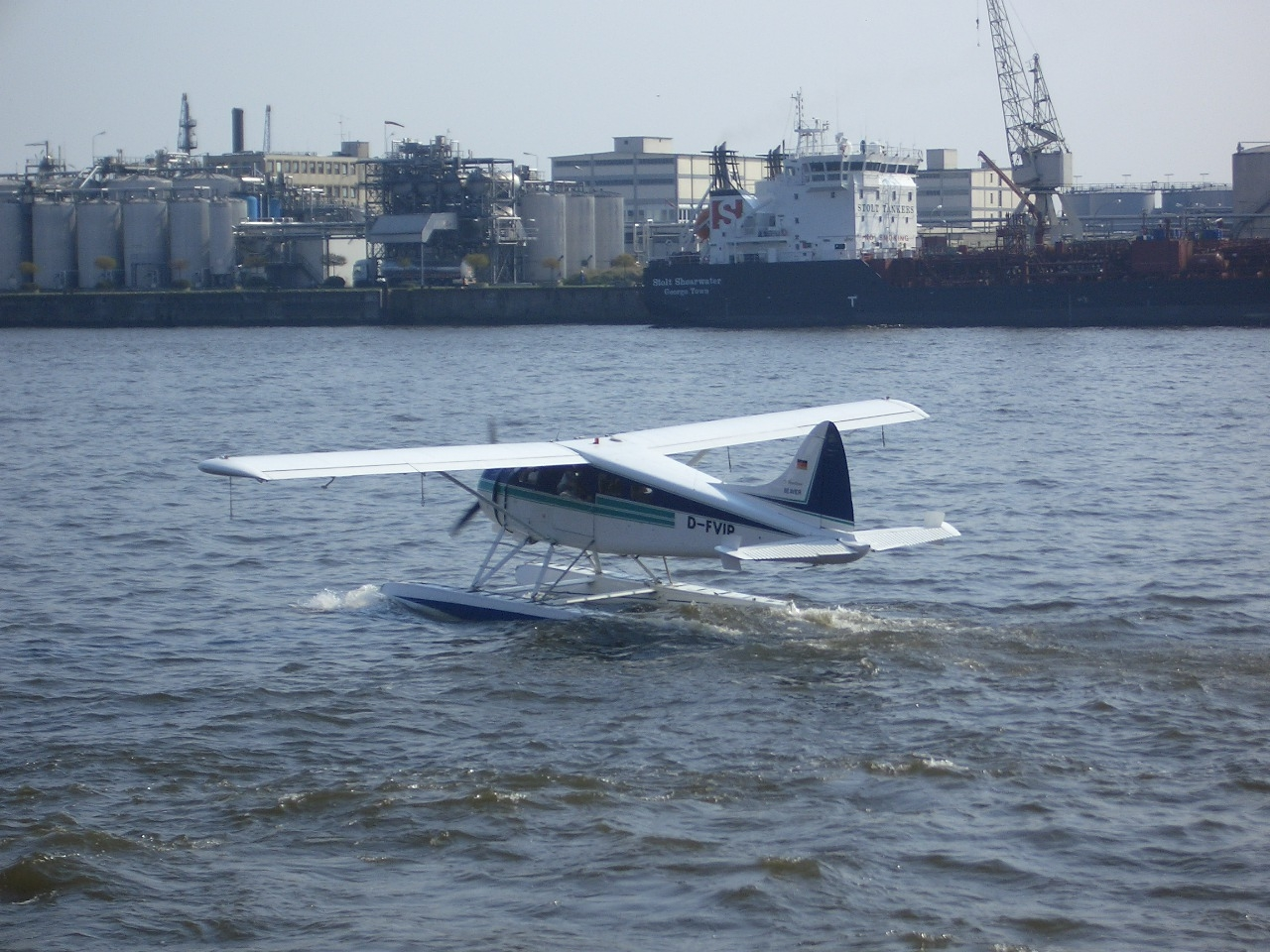
Schwimmerflugzeug (DHC-2 Beaver) im Hamburger Hafen

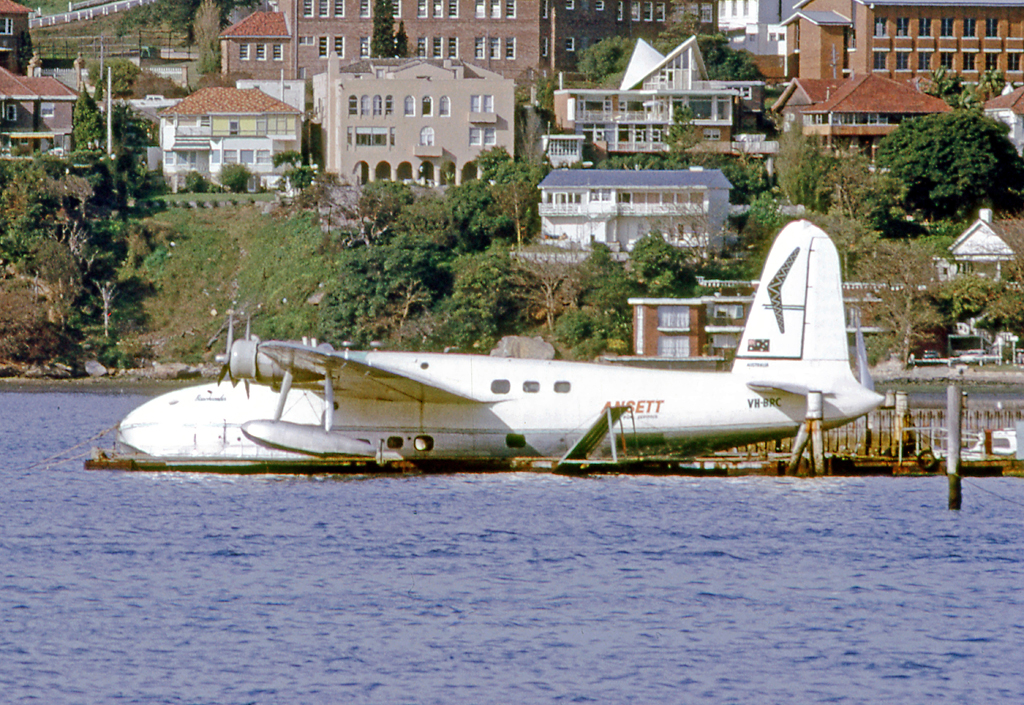
Flugboot Short Sandringham 1970 in Sydney im Einsatz bei Ansett Australia

Der erste kurze, in einer Bruchwasserung endende „Wasserflug“ war jener von Wilhelm Kress vom 3. Oktober 1901 am Wienerwaldsee. Am 28. März 1910 gelang dem Franzosen Henri Fabre auf dem Étang de Berre der erste erfolgreiche Flug mit seinem Wasserflugzeug Hydravion. Nahezu gleichzeitig unternahm August von Parseval Flugversuche am Plauer See, wobei sich zeigte, dass die Flugmaschine nicht wasserstartfähig war. Der erste erfolgreiche Flug und Wasserung der Maschine gelang am 7. Oktober 1910, allerdings mit Start vom Land. Als erstem Amerikaner gelang Glenn Curtiss am 26. Januar 1911 der Start eines Wasserflugzeugs vom Wasser aus.
Das erste Wasserflugzeug im Linienverkehr flog bei der K.u.K. Marine (österreichische Monarchie) ab Standort Pula im Frühling 1915 mit einem Flugzeug der Lohner-Werke „Typ E“.
Deutschlands erste Wasserfluglinie wurde am 10. August 1925 eröffnet. Die Wasserflughäfen der entlang der Elbe führenden Wasserfluglinie Altona–Dresden lagen im Stadtteil Neumühlen der damals noch selbständigen Stadt Altona und im Dresdner Stadtteil Johannstadt. Im Einsatz waren Maschinen vom Typ Junkers F 13, die täglich in beiden Richtungen verkehrten und bis zu vier Passagiere sowie Sendungen der Deutschen Reichspost beförderten; die planmäßige Flugzeit betrug etwa vier Stunden, einschließlich einer Zwischenlandung in Magdeburg. Nachdem sich bereits im Winter 1925/26 herausstellte, dass die Strecke (auch wegen Eisgangs auf der Elbe) nicht rentabel betrieben werden konnte, übernahm die neu gegründete Deutsche Lufthansa AG im Januar 1926 die Linie und legte sie im Sommer desselben Jahres zugunsten einer regelmäßigen Landfluglinie Dresden–Hamburg still. Die Wasserflugzeuge wurden auf Fahrwerke umgestellt.
In Köln wurde 1926 der Linienverkehr Köln-Duisburg-Rotterdam mit Junkers F 13 vom Anleger „Kunibertsrampe“ aufgenommen. Ab 1927 wurde er von der Deutschen Luft Hansa übernommen; 1928 wurde er eingestellt. 1935 setzte die Lufthansa die Junkers W 33 von diesem Anleger für die Strecke Köln-Frankfurt ein. Für 1927 und 1928 sind zudem Landungen von Katapultflugzeugen im Rahmen des Postdienstes von Überseedampfern im Hafen Köln-Niehl dokumentiert. Das letzte Wasserflugzeug soll nach dem Zweiten Weltkrieg ebenfalls dort von der Royal Navy stationiert gewesen sein.
Legendär waren die Wettbewerbe der Schneider-Trophy, einem Luftrennen für Wasserflugzeuge, das in den Jahren 1913 bis 1931 stattfand.
Bei der Überquerung des Atlantiks behielten die Wasserflugzeuge noch länger ihre Bedeutung. Zahlreiche Fluglinien verbanden mit ihnen in den 1930er Jahren Amerika und Europa. Zur Überwindung der langen Distanz eignete sich der sichere Hafen von Horta auf den Azoren als Zwischenstopp zum Auftanken. Die Geschichte als Wasserflughafen begann für Horta mit dem Erkundungsflug des Amerikaners Albert C. Read, der bereits 1919 dort landete. 1937 stürzte ein französisches Wasserflugzeug (Hydravion), die Atlantique I, vor dem Hafen von Antibes ab, wobei fünf Besatzungsmitglieder ertranken.
Das erste Wasserflugzeug mit Strahlantrieb war das Jagdflugzeug Saunders-Roe SR.A/1. Es wurde in Großbritannien im Jahre 1947 entwickelt und hatte eine Maximalgeschwindigkeit von 824 km/h. Wegen seiner Bauweise mit dem schwimmfähigen Rumpf zählt es zu den Flugbooten.
Heute werden Wasserflugzeuge oft zwischen Inseln oder in unwegsamen Ländern („Buschfliegerei“, wie in abgelegenen Regionen von Alaska oder Kanada üblich) und auch für Such- und Rettungsflüge eingesetzt. Die einzigen Wasserflughäfen mit Anbindung an einen internationalen Flughafen sind das Malé Water Aerodrome (Malediven) und das Vancouver International Water Aerodrome (Kanada). Dort operieren auch die größten Wasser-Fluggesellschaften Trans Maldivian Airways bzw. Harbour Air. In Deutschland ist der Betrieb von reinen Wasserflugzeugen durch die Flugplatzpflicht nur eingeschränkt möglich. Es gibt nur wenige Landeplätze für Wasserflugzeuge und Flugboote. Der gewerbliche Flugbetrieb in Deutschland beschränkt sich vornehmlich auf die Ausbildung und Rundflüge. In Schottland stehen alle Gewässer offen, im Bundesland Salzburg keines.
Am etwa 3000 m × 300 m kleinen oberösterreichischen Nordost-Teil des Wolfgangsees findet alljährlich das Flugboot- und Wasserflugzeugtreffen Scalaria Air Challenge bewilligt statt.
In Österreich gab es mit Wien (Donau) – 1:20 h – Linz (Donau) – (0:40 h) – Salzkammergut (Wolfgangsee?) ab Juli 1925 eine Linienflugverbindung. Nach einem Absturz in den Hallstättersee wurde diese Linie aufgelassen. Am 19. Juli 2025 erfolgte nach monatelangen Vorbereitungen ein Erinnerungsflug mit einer Piper aus 1939 vom Wasserflugverein Salzkammergut (NC-31068) mit Wasserung in der Donau in Linz. Gewassert wurde flussauf, angelandet am linken Ufer gegenüber des Brucknerhauses strömungsgeschützt unterhalb von Buhnen.